# کهیوره، جهلم
کهیوره (به انگلیسی: Khewra) یک شهر در پاکستان است که در ناحیه جهلم واقع شده‌است. کهیوره ۳۵٬۰۰۰ نفر جمعیت دارد و ۲۷۷٫۴۸ متر بالاتر از سطح دریا واقع شده‌است.